# Grand Prix de Fourmies
Der Grand Prix de Fourmies ist ein französisches Straßenradrennen für Männer.
Das Eintagesrennen, das seinen Termin für gewöhnlich Mitte September hat und rund um die französische Gemeinde Fourmies im Département Nord stattfindet, wurde bereits im Jahre 1928 zum ersten Mal ausgetragen. 1936 bestand das Rennen aus zwei Halb-, 1960, 1962, 1972 und 1973 aus jeweils zwei Etappen, die beide in eine Gesamtwertung eingingen. Seit Einführung der UCI Europe Tour in der Saison 2005 ist das Rennen Teil dieser Rennserie und in die Kategorie 1.1 eingestuft. Der Grand Prix de Fourmies war außerdem von 1992 bis 2000 ein Teil des Coupe de France, einer Rennserie von französischen Eintagesrennen. Seit dem Jahr 2021 ist das Rennen Teil der UCI ProSeries. Rekordsieger sind Albert Barthélémy und Jean-Luc Vandenbroucke die das Rennen jeweils dreimal für sich entscheiden konnten. Im Rennen 1961 wurde der Franzose Marc Huiart von einem Fahrzeug angefahren und starb kurz darauf.
Seit 2019 gibt es auch ein Frauenrennen, das am selben Tag unter dem Namen Choralis Fourmies Féminine ausgetragen wird.

## Palmarès
| Jahr | Sieger                  | Zweiter                 | Dritter                   |
| ---- | ----------------------- | ----------------------- | ------------------------- |
| 1928 | Albert Barthélémy       | Achille Bauwens         | Maurice Denamur           |
| 1929 | Albert Barthélémy       | Joseph Vanderhaegen     | Rémi Decroix              |
| 1930 | Albert Barthélémy       | Rémy Verschaetse        | Marcel Muffat             |
| 1931 | André Vanderdonckt      | Joseph Vanderhaegen     | Albert Barthélémy         |
| 1932 | Georges Christiaens     | Albert Barthélémy       | Gustave Beckaert          |
| 1933 | François Mintkiewicz    | Fernand Lemay           | Kamiel Vermassen          |
| 1934 | Maurice Leleux          | Marcel Duquenne         | Émile Joly                |
| 1935 | Eloi Meulenberg         | Raymond Debruyckere     | Robert Wierinckx          |
| 1936 | Léon Lebon              | Emile Bribosia          | Odilon Mewis              |
| 1937 | Gabriel Dubois          | Albert Perikel          | Paul Botquint             |
| 1938 | Gabriel Dubois          | André Denhez            | Georges Hubatz            |
| 1939 | Emile Laplanche         | Wadislas Albrechlinsky  | Bruno Gaspérini           |
| 1941 | Maurice De Muer         | Marcel Delfosse         | Raymond Debruyckere       |
| 1943 | Camille Blanckaert      | Jules Carion            | Louis Déprez              |
| 1946 | René Lafosse            | Eloi Vantighem          | Georges Blum              |
| 1947 | Fernand Patté           | Camille Blanckaert      | Fernand Delvallée         |
| 1948 | Georges Hubatz          | Yvon Hayez              | Edward Klabiński          |
| 1949 | Eugène Dupuis           | Francis Delepière       | Yvon Hayez                |
| 1950 | Edward Klabiński        | Lucien Maelfait         | Roger Sannier             |
| 1951 | Francis Delepière       | Cyriel Maes             | Julien Conan              |
| 1952 | Michel Vuylsteke        | César Marcelak          | Louis Déprez              |
| 1953 | Gilbert Pertry          | Gilbert Scodeller       | Pierre Pardoën            |
| 1954 | Serge Mménéghétti       | Stanislas Gnoinski      | Hubert Colas              |
| 1955 | Pierre Pardoën          | Elio Gerussi            | Paul Taildeman            |
| 1956 | Elio Gerussi            | Pierre Pardoën          | Jean-Claude Annaert       |
| 1957 | Jean Stablinski         | Narcisio Carrara        | Georges Dufranne          |
| 1958 | Pierre Machiels         | Jean Pasinetti          | Jean Dacquay              |
| 1959 | André Noyelle           | Camille Le Menn         | Albert Bouvet             |
| 1960 | Michel Vermeulin        | Maurice Munter          | Raymond Poulidor          |
| 1961 | Joseph Wasko            | Édouard Delberghe       | Camille Le Menn           |
| 1962 | Guy Ignolin             | Gérard Thiélin          | Alfons Hellemans          |
| 1963 | Benoni Beheyt           | Norbert Coreelman       | Jean-Pierre Van Haverbeke |
| 1964 | Frans Melckenbeeck      | Lode Troonbeeckx        | Jo de Roo                 |
| 1965 | Georges Van Coningsloo  | Willy Bocklant          | Roger Swerts              |
| 1967 | Willy Van Neste         | Jos Huysmans            | Willy Monty               |
| 1968 | Gerben Karstens         | Willy Bocklant          | Roger Rosiers             |
| 1969 | Ronny De Witte          | Jan Krekels             | Harry Steevens            |
| 1970 | Noël Van Tyghem         | Leif Mortensen          | Frans Verbeeck            |
| 1971 | Barry Hoban             | Herman Beysens          | Gilbert Bellone           |
| 1972 | René Pijnen             | Leif Mortensen          | Noël Van Tyghem           |
| 1973 | Eddy Merckx             | Joop Zoetemelk          | Joseph Bruyère            |
| 1974 | Willy Teirlinck         | Christian De Buysschere | Georges Talbourdet        |
| 1975 | Dietrich Thurau         | Ludo Peeters            | Walter Planckaert         |
| 1976 | Jean-Luc Vandenbroucke  | Dietrich Thurau         | Patrick Béon              |
| 1977 | Jean-Luc Vandenbroucke  | Raphaël Constant        | André Chalmel             |
| 1978 | Yves Hézard             | Daniel Gisiger          | Jean Chassang             |
| 1979 | Jean-Luc Vandenbroucke  | Etienne Van der Helst   | Jean-René Bernaudeau      |
| 1980 | Jacques Bossis          | Gery Verlinden          | Etienne Van der Helst     |
| 1981 | Jozef Lieckens          | Régis Clère             | Francis Castaing          |
| 1982 | Rudy Matthijs           | Paul Haghedooren        | Jan Wijnants              |
| 1983 | Gilbert Duclos-Lassalle | Kim Andersen            | Ferdi Van Den Haute       |
| 1984 | Ferdi Van Den Haute     | Pierre Bazzo            | Laurent Fignon            |
| 1985 | Jean Habets             | Leo van Vliet           | Gilbert Duclos-Lassalle   |
| 1986 | Jozef Lieckens          | Gert-Jan Theunisse      | Jean-Marie Wampers        |
| 1987 | Adrie van der Poel      | Jozef Lieckens          | Eric Van Lancker          |
| 1988 | Edwin Bafcop            | Sean Kelly              | Dirk Demol                |
| 1989 | Martial Gayant          | Jean-François Brasseur  | Hendrik Redant            |
| 1990 | Frans Maassen           | Søren Lilholt           | Mauro Gianetti            |
| 1991 | Vincent Lacressonnière  | Jean-Claude Colotti     | Nico Verhoeven            |
| 1992 | Olaf Ludwig             | Stéphane Hennebert      | Mauro Gianetti            |
| 1993 | Maximilian Sciandri     | Dmitri Schdanow         | Laurent Madouas           |
| 1994 | Andrea Tafi             | Gianluca Bortolami      | Gianluca Gorini           |
| 1995 | Maximilian Sciandri     | Frank Vandenbroucke     | Rolf Sørensen             |
| 1996 | Michele Bartoli         | Frank Vandenbroucke     | Claudio Chiappucci        |
| 1997 | Andrea Tafi             | Gianluca Bortolami      | Michele Bartoli           |
| 1998 | Luca Mazzanti           | Anthony Langella        | Oscar Pelliccioli         |
| 1999 | Dmitri Konyschew        | Maximilian Sciandri     | Dave Bruylandts           |
| 2000 | Andrej Hauptman         | Andrea Ferrigato        | Bo Hamburger              |
| 2001 | Scott Sunderland        | Fred Rodriguez          | Jens Voigt                |
| 2002 | Gianluca Bortolami      | Laurent Jalabert        | Cédric Vasseur            |
| 2003 | Baden Cooke             | Daniele Nardello        | Fabian Wegmann            |
| 2004 | Andrei Kaschetschkin    | Dmitri Fofonow          | Thor Hushovd              |
| 2005 | Robbie McEwen           | Stefan van Dijk         | Jean-Patrick Nazon        |
| 2006 | Philippe Gilbert        | Adrián Palomares        | Michael Albasini          |
| 2007 | Peter Velits            | Daniele Nardello        | Baden Cooke               |
| 2008 | Giovanni Visconti       | Stéphane Goubert        | Fabio Sacchi              |
| 2009 | Romain Feillu           | Manuel Belletti         | Jauhen Hutarowitsch       |
| 2010 | Romain Feillu           | Davide Appollonio       | Kenny Dehaes              |
| 2011 | Guillaume Blot          | Alexander Kristoff      | Stefan van Dijk           |
| 2012 | Lars Bak                | Alexander Kristoff      | Marcel Kittel             |
| 2013 | Nacer Bouhanni          | André Greipel           | Bryan Coquard             |
| 2014 | Jonas Van Genechten     | Tom Van Asbroeck        | Elia Viviani              |
| 2015 | Fabio Felline           | Tom Boonen              | Nacer Bouhanni            |
| 2016 | Marcel Kittel           | Nacer Bouhanni          | Bryan Coquard             |
| 2017 | Nacer Bouhanni          | Marc Sarreau            | Rüdiger Selig             |
| 2018 | Pascal Ackermann        | Arnaud Démare           | Álvaro Hodeg              |
| 2019 | Pascal Ackermann        | Jasper Philipsen        | Boy van Poppel            |
| 2021 | Elia Viviani            | Pascal Ackermann        | Fernando Gaviria          |
| 2022 | Caleb Ewan              | Dylan Groenewegen       | Amaury Capiot             |
| 2023 | Tim Merlier             | Gerben Thijssen         | Matteo Moschetti          |
| 2024 | Arvid de Kleijn         | Gerben Thijssen         | Søren Wærenskjold         |
| 2025 |                         |                         |                           |